# ماني جيفارا
ماني جيفارا (بالإنجليزية: Manny Guevara)‏ هو كاتب أغاني ومنتج أسطوانات ومغني أمريكي، ولد في 16 أكتوبر 1976.

## وصلات خارجية
- ماني جيفارا على موقع IMDb (الإنجليزية)
- ماني جيفارا على موقع قاعدة بيانات الفيلم (الإنجليزية)